# Robert Broom
Robert Broom (30 de noviembre de 1866, Paisley - 6 de abril de 1951) fue un médico y paleontólogo sudafricano. Se recibió de médico en 1895 y rindió su doctorado en 1905 en la Universidad de Glasgow. En 1893 se casó con Mary Baird Baillie.
Entre 1903 y 1910 fue profesor de zoología y de geología en el Victoria College de Stellenbosch (Sudáfrica), y posteriormente se convirtió en conservador de paleontología de los vertebrados en el Museo Sudafricano de Ciudad del Cabo.

## Contribuciones
Broom se dio a conocer por primera vez por su estudio de los reptiles mamiferoides. Después del descubrimiento de Raymond Dart del niño de Taung, un australopiteco juvenil, el interés de Broom en la Paleoantropología aumentó. La carrera de Broom parecía acabada, y se estaba hundiendo en la pobreza, cuando Dart escribió a Jan Smuts para explicarle la situación. Smuts presionó el gobierno sudafricano y consiguió obtener un puesto para Broom, en 1934, como ayudante de Paleontología del Museo del Transvaal en Pretoria.
Durante los años siguientes, hizo una serie de descubrimientos espectaculares, incluyendo fragmentos de seis homínidos en Sterkfontein, que llamó Plesianthropus transvaalensis, coloquialmente llamado Señora Ples, pero que más adelante fueron clasificados como adultos de Australopithecus africanus. También hizo más descubrimientos en Kromdraai y Swartkrans. En 1937, Broom hizo su descubrimiento más célebre, el de Paranthropus robustus. Estos descubrimientos contribuyeron a apoyar las afirmaciones de Dart sobre la especie de Taung.

El resto de la carrera de Broom la dedicó a la exploración de estos yacimientos y la interpretación de los numerosos restos de homínidos primitivos que se encontraron. En 1946 propuso la subfamilia de los australopitecinos. Continuó escribiendo hasta sus últimos días. Poco antes de morir, acabó un monográfico sobre los australopitecinos y remarcó a su sobrino:
Ahora ya está acabado... y yo también.

## Algunas publicaciones
Entre los centenares de artículos que publicó en revistas científicas, los más importantes incluyen:
- "Fossil Reptiles of South Africa" a Science in South Africa 1905
- "Reptiles of Karroo Formation" a Geology of Cape Colony 1909
- "Development and Morphology of the Marsupial Shoulder Girdle" a Trans. of the Royal Society of Edinburgh 1899
- "Comparison of Permian Reptiles of North America with Those of South Africa" al Bull. of the American Museum of Natural History 1910
- "Structure of Skull in Cynodont Reptiles" a Proceedings of the Zoölogical Society 1911
- The Pleistocene Anthropoid Apes of South Africa. Nature 142: 377–379 1938
- Another new type of fossil ape-man. In: Nature 163: 57 1949
- Swartkrans Ape-Man, Paranthropus crassidens. Transvaal Museum, Band 6, 1952